# Front libanais
Le Front libanais (arabe : الجبهة اللبنانية , al-Jabha al-Lubnaniyya) était une coalition de partis libanais principalement de droite, formée en 1976 par des intellectuels majoritairement chrétiens et par une faction armée druze pendant la guerre du Liban. Il était destiné à agir comme une force de réaction face au Mouvement national libanais de Kamal Joumblatt et à d’autres alliés de gauche. Toutefois, au fil du temps, il fait face à des défections à la suite de massacres interchrétiens commis par les Phalanges libanaises puis par les Forces libanaises.

## Histoire
Le Front Libanais était présidé par l'ancien président du Liban, Camille Chamoun, et ses principaux participants étaient Pierre Gemayel, fondateur et chef du plus grand parti politique du Liban à l'époque, les Phalanges libanaises, et le président Soleimane Frangié du Mouvement Marada, qui venait de terminer son mandat présidentiel. Il comprenait également des intellectuels de premier ordre, comme l'éminent professeur de philosophie et éminent diplomate Charles Malik, qui avait été président de l'Assemblée générale des Nations unies en 1958, et Fouad Frem al-Boustani, président de l'Université libanaise. Le front comprenait également des personnalités religieuses comme le père Charbel Qassis, qui fut ensuite remplacé par le père Bulus Naaman, "chef du congrès permanent des ordres monastiques libanais".
Dès que la guerre a éclaté au Liban, et avant la formation du Front libanais, de nombreux futurs dirigeants du Front libanais ont organisé leurs partis politiques en milices, notamment le Parti national-libéral de Camille Chamoun, l'influent parti Kataeb de Pierre Gemayel et Soleiman Frangié de la Brigade Marada. Le nombre d'hommes s'élevait à environ 18 000, ce qui était un nombre relativement important étant donné que la population totale du Liban était inférieure à trois millions.
Cependant, les relations entre les participants sont devenues tendues, principalement en raison de l'approche pro-syrienne de Frangié. De plus, en 1978, Tony Frangié, le fils de Soleimane Frangié, et sa famille ont été tués par des miliciens armés des Kataeb qui tentaient de l'enlever, agissant sur ordre de Bachir Gemayel, le fils de Pierre Gemayel. L'incident est connu sous le nom de massacre d'Ehden. C’est ce tournant qui pousse Soleimane Frangié à démissionner du Front et la Brigade Marada, avec l'aide de l'Armée arabe syrienne, tenta d'exterminer les Phalanges libanaises à la suite de cet événements.
En 1982, le Front libanais promeut Bachir Gemayel à la présidence. Il a été élu président par le Parlement libanais par 58 voix sur 62, tant chrétiennes que musulmanes, pour être assassiné trois semaines plus tard.
Au cours de la seconde moitié des années 1980, la plupart des dirigeants éminents du Front libanais sont morts (Pierre Gemayel en 1984, Chamoun et Charles Malik en 1987) et ont été remplacés par d'autres dirigeants comme George Saadé, Amine Gemayel et Karim Pakradouni. Le Front libanais n’a alors vécu que peu de temps. Dany Chamoun , fils du défunt Camille Chamoun, a formé un nouveau Front libanais, mais une semaine après la fin de la guerre du Liban en octobre 1990, Dany a été assassiné et le Front libanais a pris fin.

## Voir également
- Forces libanaises
- Mouvement national libanais